# Liudmila Chernyj
Liudmila Ivánovna Chernyj (en ucraniano: Людмила Іванівна Черних y en ruso: Людмила Ивановна Черных, nacida el 13 de junio de 1935 en Shuya, óblast de Ivánovo) fue una astrónoma rusa. 
En 1959 se graduó en la Universidad Pedagógica Estatal de Irkutsk. Entre 1959 y 1963 trabajó en el Laboratorio de Tiempo y Frecuencia del Instituto de Investigación de Mediciones Físico-Técnicas y Radiotécnicas de Irkutsk, donde realizó observaciones astrométricas. Entre 1964 y 1998 trabajó en el Instituto de Astronomía Teórica de la Academia de las Ciencias de la URSS, nombre que tras la disolución de la Unión Soviética en 1991, fue rebautizado por Academia de las Ciencias de Rusia. Desde 1998 ha trabajado en el Observatorio Astrofísico de Crimea en Naúchni, Ucrania. 
Durante muchos años trabajó con su colega y esposo, el también astrónomo Nikolái Chernyj, fallecido en 2004. El asteroide (2325) Chernykh, descubierto por el checo Antonín Mrkos en 1979, fue nombrado en su honor.

## Asteroides descubiertos
A lo largo de su carrera, Liudmila Chernyj ha descubierto un total de 267 asteroides.
| Listado completo         | Listado completo         |
| ------------------------ | ------------------------ |
| (1737) Severny           | 13 de octubre de 1966    |
| (1771) Makover           | 24 de enero de 1968      |
| (1772) Gagarin           | 6 de febrero de 1968     |
| (1789) Dobrovolsky       | 19 de agosto de 1966     |
| (1790) Volkov            | 9 de marzo de 1967       |
| (1792) Reni              | 24 de enero de 1968      |
| (1805) Dirikis           | 1 de abril de 1970       |
| (1828) Kashirina         | 14 de agosto de 1966     |
| (1832) Mrkos             | 11 de agosto de 1969     |
| (1833) Shmakova          | 11 de agosto de 1969     |
| (1855) Korolev           | 8 de octubre de 1969     |
| (1856) Růžena            | 8 de octubre de 1969     |
| (1889) Pakhmutova        | 24 de enero de 1968      |
| (1890) Konoshenkova      | 6 de febrero de 1968     |
| (1956) Artek             | 8 de octubre de 1969     |
| (1957) Angara            | 1 de abril de 1970       |
| (1975) Pikelner          | 11 de agosto de 1969     |
| (1976) Kaverin           | 1 de abril de 1970       |
| (2008) Konstitutsiya     | 27 de septiembre de 1973 |
| (2030) Belyaev           | 8 de octubre de 1969     |
| (2031) BAM               | 8 de octubre de 1969     |
| (2092) Sumiana           | 16 de octubre de 1969    |
| (2127) Tanya             | 29 de mayo de 1971       |
| (2132) Zhukov            | 3 de octubre de 1975     |
| (2142) Landau            | 3 de abril de 1972       |
| (2144) Marietta          | 18 de enero de 1975      |
| (2186) Keldysh           | 27 de septiembre de 1973 |
| (2205) Glinka            | 27 de septiembre de 1973 |
| (2212) Hephaistos        | 27 de septiembre de 1978 |
| (2245) Hekatostos        | 24 de enero de 1968      |
| (2266) Tchaikovsky       | 12 de noviembre de 1974  |
| (2273) Yarilo            | 6 de marzo de 1975       |
| (2279) Barto             | 25 de febrero de 1968    |
| (2296) Kugultinov        | 18 de enero de 1975      |
| (2341) Aoluta            | 16 de diciembre de 1976  |
| (2352) Kurchatov         | 10 de septiembre de 1969 |
| (2354) Lavrov            | 9 de agosto de 1978      |
| (2385) Mustel            | 11 de noviembre de 1969  |
| (2386) Nikonov           | 19 de septiembre de 1974 |
| (2419) Moldavia          | 19 de septiembre de 1974 |
| (2446) Lunacharsky       | 14 de octubre de 1971    |
| (2448) Sholokhov         | 18 de enero de 1975      |
| (2457) Rublyov           | 3 de octubre de 1975     |
| (2467) Kollontai         | 14 de agosto de 1966     |
| (2468) Repin             | 8 de octubre de 1969     |
| (2480) Papanov           | 16 de diciembre de 1976  |
| (2489) Suvorov           | 11 de julio de 1975      |
| (2530) Shipka            | 9 de julio de 1978       |
| (2540) Blok              | 13 de octubre de 1971    |
| (2551) Decabrina         | 16 de diciembre de 1976  |
| (2561) Margolin          | 8 de octubre de 1969     |
| (2609) Kiril-Metodi      | 9 de agosto de 1978      |
| (2669) Shostakovich      | 16 de diciembre de 1976  |
| (2692) Chkalov           | 16 de diciembre de 1976  |
| (2699) Kalinin           | 16 de diciembre de 1976  |
| (2755) Avicena           | 26 de septiembre de 1973 |
| (2756) Dzhangar          | 19 de septiembre de 1974 |
| (2807) Karl Marx         | 15 de octubre de 1969    |
| (2833) Radishchev        | 9 de agosto de 1978      |
| (2837) Griboedov         | 13 de octubre de 1971    |
| (2877) Likhachev         | 8 de octubre de 1969     |
| (2894) Kakhovka          | 27 de septiembre de 1978 |
| (2907) Nekrasov          | 3 de octubre de 1975     |
| (2931) Mayakovsky        | 16 de octubre de 1969    |
| (2948) Amosov            | 8 de octubre de 1969     |
| (2965) Surikov           | 18 de enero de 1975      |
| (2977) Chivilikhin       | 19 de septiembre de 1974 |
| (2998) Berendeya         | 3 de octubre de 1975     |
| (3010) Ushakov           | 27 de septiembre de 1978 |
| (3052) Herzen            | 16 de diciembre de 1976  |
| (3126) Davydov           | 8 de octubre de 1969     |
| (3127) Bagration         | 27 de septiembre de 1973 |
| (3147) Samantha          | 16 de diciembre de 1976  |
| (3232) Brest             | 19 de septiembre de 1974 |
| (3273) Drukar            | 3 de octubre de 1975     |
| (3321) Dasha             | 3 de octubre de 1975     |
| (3332) Raksha            | 4 de julio de 1978       |
| (3384) Daliya            | 19 de septiembre de 1974 |
| (3429) Chuvaev           | 19 de septiembre de 1974 |
| (3441) Pochaina          | 8 de octubre de 1969     |
| (3483) Svetlov           | 16 de diciembre de 1976  |
| (3523) Arina             | 3 de octubre de 1975     |
| (3577) Putilin           | 7 de octubre de 1969     |
| (3588) Kirik             | 8 de octubre de 1981     |
| (3608) Kataev            | 27 de septiembre de 1978 |
| (3659) Bellingshausen    | 8 de octubre de 1969     |
| (3681) Boyan             | 27 de agosto de 1974     |
| (3702) Trubetskaya       | 3 de julio de 1970       |
| (3703) Volkonskaya       | 9 de agosto de 1978      |
| (3719) Karamzin          | 16 de diciembre de 1976  |
| (3747) Belinskij         | 5 de noviembre de 1975   |
| (3770) Nizami            | 24 de agosto de 1974     |
| (3804) Drunina           | 8 de octubre de 1969     |
| (3890) Bunin             | 18 de diciembre de 1976  |
| (3963) Paradzhanov       | 8 de octubre de 1969     |
| (3967) Shekhtelia        | 16 de diciembre de 1976  |
| (3968) Koptelov          | 8 de octubre de 1978     |
| (4022) Nonna             | 8 de octubre de 1981     |
| (4135) Svetlanov         | 14 de agosto de 1966     |
| (4164) Shilov            | 16 de octubre de 1969    |
| (4174) Pikulia           | 16 de septiembre de 1982 |
| (4184) Berdyayev         | 8 de octubre de 1969     |
| (4195) Esambaev          | 19 de septiembre de 1982 |
| (4196) Shuya             | 16 de septiembre de 1982 |
| (4229) Plevitskaya       | 22 de enero de 1971      |
| (4235) Tatishchev        | 27 de septiembre de 1978 |
| (4244) Zakharchenko      | 7 de octubre de 1981     |
| (4286) Rubtsov           | 8 de agosto de 1988      |
| (4304) Geichenko         | 27 de septiembre de 1973 |
| (4361) Nezhdanova        | 9 de octubre de 1977     |
| (4371) Fyodorov          | 10 de abril de 1983      |
| (4426) Roerich           | 15 de octubre de 1969    |
| (4437) Yaroshenko        | 10 de abril de 1983      |
| (4449) Sobinov           | 3 de septiembre de 1987  |
| (4485) Radonezhskij      | 27 de agosto de 1987     |
| (4537) Valgrirasp        | 2 de septiembre de 1987  |
| (4560) Klyuchevskij      | 16 de diciembre de 1976  |
| (4594) Dashkova          | 17 de mayo de 1980       |
| (4605) Nikitin           | 18 de septiembre de 1987 |
| (4616) Batalov           | 17 de enero de 1975      |
| (4622) Solovjova         | 16 de noviembre de 1979  |
| (4623) Obraztsova        | 24 de octubre de 1981    |
| (4681) Ermak             | 8 de octubre de 1969     |
| (4682) Bykov             | 27 de septiembre de 1973 |
| (4758) Hermitage         | 27 de septiembre de 1978 |
| (4762) Dobrynya          | 16 de septiembre de 1982 |
| (4810) Ruslanova         | 14 de abril de 1972      |
| (4869) Piotrovsky        | 26 de octubre de 1989    |
| (4879) Zykina            | 12 de noviembre de 1974  |
| (4880) Tovstonogov       | 14 de octubre de 1975    |
| (4915) Solzhenitsyn      | 8 de octubre de 1969     |
| (4918) Rostropovich      | 24 de agosto de 1974     |
| (4919) Vishnevskaya      | 19 de septiembre de 1974 |
| (4926) Smoktunovskij     | 16 de septiembre de 1982 |
| (4944) Kozlovskij        | 2 de septiembre de 1987  |
| (4980) Magomaev          | 19 de septiembre de 1974 |
| (4981) Sinyavskaya       | 12 de noviembre de 1974  |
| (5014) Gorchakov         | 19 de septiembre de 1974 |
| (5043) Zadornov          | 19 de septiembre de 1974 |
| (5055) Opekushin         | 13 de agosto de 1986     |
| (5076) Lebedev-Kumach    | 26 de septiembre de 1973 |
| (5078) Solovjev-Sedoj    | 19 de septiembre de 1974 |
| (5091) Isakovskij        | 25 de septiembre de 1981 |
| (5104) Skripnichenko     | 7 de septiembre de 1986  |
| (5154) Leonov            | 8 de octubre de 1969     |
| (5158) Ogarev            | 16 de diciembre de 1976  |
| (5300) Sats              | 19 de septiembre de 1974 |
| (5315) Bal'mont          | 16 de septiembre de 1982 |
| (5359) Markzakharov      | 24 de agosto de 1974     |
| (5361) Goncharov         | 16 de diciembre de 1976  |
| (5385) Kamenka           | 3 de octubre de 1975     |
| (5483) Cherkashin        | 17 de octubre de 1990    |
| (5612) Nevskij           | 3 de octubre de 1975     |
| (5613) Donskoj           | 16 de diciembre de 1976  |
| (5675) Evgenilebedev     | 7 de septiembre de 1986  |
| (5711) Eneev             | 27 de septiembre de 1978 |
| (5795) Roshchina         | 27 de septiembre de 1978 |
| (5807) Mshatka           | 30 de agosto de 1986     |
| (5827) Letunov           | 15 de noviembre de 1990  |
| (5857) Neglinka          | 3 de octubre de 1975     |
| (5858) Borovitskia       | 28 de septiembre de 1978 |
| (5940) Feliksobolev      | 8 de octubre de 1981     |
| (5955) Khromchenko       | 2 de septiembre de 1987  |
| (6110) Kazak             | 4 de julio de 1978       |
| (6113) Tsap              | 16 de septiembre de 1982 |
| (6121) Plachinda         | 2 de septiembre de 1987  |
| (6161) Vojno-Yasenetsky  | 14 de octubre de 1971    |
| (6166) Univsima          | 27 de septiembre de 1978 |
| (6180) Bystritskaya      | 8 de agosto de 1986      |
| (6232) Zubitskia         | 19 de septiembre de 1985 |
| (6355) Univermoscow      | 15 de octubre de 1969    |
| (6374) Beslan            | 8 de agosto de 1986      |
| (6432) Temirkanov        | 3 de octubre de 1975     |
| (6511) Furmanov          | 27 de agosto de 1987     |
| (6538) Muraviov          | 25 de septiembre de 1981 |
| (6547) Vasilkarazin      | 2 de septiembre de 1987  |
| (6573) Magnitskij        | 19 de septiembre de 1974 |
| (6589) Jankovich         | 19 de septiembre de 1985 |
| (6591) Sabinin           | 7 de septiembre de 1986  |
| (6619) Kolya             | 27 de septiembre de 1973 |
| (6679) Gurzhij           | 16 de octubre de 1969    |
| (6755) Solov'yanenko     | 16 de diciembre de 1976  |
| (6764) Kirillavrov       | 7 de octubre de 1981     |
| (6783) Gulyaev           | 24 de septiembre de 1990 |
| (6784) Bogatikov         | 28 de octubre de 1990    |
| (6890) Savinykh          | 3 de septiembre de 1975  |
| (6942) Yurigulyaev       | 16 de diciembre de 1976  |
| (7370) Krasnogolovets    | 27 de septiembre de 1978 |
| (7457) Veselov           | 16 de septiembre de 1982 |
| (7468) Anfimov           | 17 de octubre de 1990    |
| (7469) Krikalev          | 15 de noviembre de 1990  |
| (7726) Olegbykov         | 27 de agosto de 1974     |
| (7730) Sergerasimov      | 4 de julio de 1978       |
| (7869) Pradun            | 2 de septiembre de 1987  |
| (7924) Simbirsk          | 6 de agosto de 1986      |
| (7978) Niknesterov       | 27 de septiembre de 1978 |
| (8132) Vitginzburg       | 18 de diciembre de 1976  |
| (8244) Mikolaichuk       | 3 de octubre de 1975     |
| (8444) Popovich          | 8 de octubre de 1969     |
| (8608) Chelomey          | 16 de diciembre de 1976  |
| (8839) Novichkova        | 24 de octubre de 1989    |
| (8985) Tula              | 9 de agosto de 1978      |
| (9146) Tulikov           | 16 de diciembre de 1976  |
| (9150) Zavolokin         | 27 de septiembre de 1978 |
| (9154) Kol'tsovo         | 16 de septiembre de 1982 |
| (9167) Járkov            | 18 de septiembre de 1987 |
| (9168) Sarov             | 18 de septiembre de 1987 |
| (9176) Struchkova        | 15 de noviembre de 1990  |
| (9516) Inasan            | 16 de diciembre de 1976  |
| (9549) Akplatonov        | 19 de septiembre de 1985 |
| (9565) Tikhonov          | 18 de septiembre de 1987 |
| (9566) Rykhlova          | 18 de septiembre de 1987 |
| (9609) Ponomarevalya     | 26 de agosto de 1992     |
| (9718) Gerbefremov       | 16 de diciembre de 1976  |
| (9733) Valtikhonov       | 19 de septiembre de 1985 |
| (9933) Alekseev          | 19 de septiembre de 1985 |
| (10001) Palermo          | 8 de octubre de 1969     |
| (10002) Bagdasarian      | 8 de octubre de 1969     |
| (10007) Malytheatre      | 16 de diciembre de 1976  |
| (10010) Rudruna          | 9 de agosto de 1978      |
| (10015) Valenlebedev     | 27 de septiembre de 1978 |
| (10023) Vladifedorov     | 17 de noviembre de 1979  |
| (10054) Solomin          | 17 de septiembre de 1987 |
| (10262) Samoilov         | 3 de octubre de 1975     |
| (10286) Shnollia         | 16 de septiembre de 1982 |
| (10459) Vladichaika      | 27 de septiembre de 1978 |
| (10992) Veryuslaviya     | 19 de septiembre de 1974 |
| (11016) Borisov          | 16 de septiembre de 1982 |
| (11027) Astaf'ev         | 7 de septiembre de 1986  |
| (11480) Velikij Ustyug   | 7 de septiembre de 1986  |
| (11782) Nikolajivanov    | 8 de octubre de 1969     |
| (11824) Alpaidze         | 16 de septiembre de 1982 |
| (12190) Sarkisov         | 27 de septiembre de 1978 |
| (12219) Grigor'ev        | 19 de septiembre de 1982 |
| (12664) Sonisenia        | 27 de septiembre de 1978 |
| (13477) Utkin            | 5 de noviembre de 1975   |
| (13479) Vet              | 8 de octubre de 1977     |
| (13480) Potapov          | 9 de agosto de 1978      |
| (13904) Univinnitsa      | 3 de octubre de 1975     |
| (13922) Kremenia         | 19 de septiembre de 1985 |
| (14339) Knorre           | 10 de abril de 1983      |
| (14789) GAISH            | 8 de octubre de 1969     |
| (14834) Isaev            | 17 de septiembre de 1987 |
| (15199) Rodnyanskaya     | 19 de septiembre de 1974 |
| (15212) Yaroslavl'       | 17 de noviembre de 1979  |
| (15669) Pshenichner      | 19 de septiembre de 1974 |
| (15675) Goloseevo        | 27 de septiembre de 1978 |
| (15676) Almoisheev       | 8 de octubre de 1978     |
| (15702) Olegkotov        | 2 de septiembre de 1987  |
| (16395) Ioannpravednyj   | 23 de octubre de 1981    |
| (16407) Oiunskij         | 19 de septiembre de 1985 |
| (16515) Usman'grad       | 15 de noviembre de 1990  |
| (16516) Efremlevitan     | 15 de noviembre de 1990  |
| (17358) Lozino-Lozinskij | 27 de septiembre de 1978 |
| (18285) Vladplatonov     | 14 de abril de 1972      |
| (18287) Verkin           | 3 de octubre de 1975     |
| (18293) Pilyugin         | 27 de septiembre de 1978 |
| (18294) Rudenko          | 27 de septiembre de 1978 |
| (19919) Pogorelov        | 8 de octubre de 1977     |
| (19962) Martynenko       | 7 de septiembre de 1986  |
| (23402) Turchina         | 8 de octubre de 1969     |
| (24604) 1973 SP4         | 27 de septiembre de 1973 |
| (24648) Evpatoria        | 19 de septiembre de 1985 |
| (24649) Balaklava        | 19 de septiembre de 1985 |
| (29081) Krymradio        | 27 de septiembre de 1978 |
| (32735) Strekalov        | 27 de septiembre de 1978 |
| (43783) 1989 UX7         | 24 de octubre de 1989    |